# Eugen Schreck
Eugen Schreck (* 15. November 1911 in Stuttgart; † 22. Mai 1993 in Erlangen) war ein deutscher Augenarzt.

## Leben
Schreck studierte Medizin an der Eberhard Karls Universität Tübingen und wurde dort 1937 zum Dr. med. promoviert und trat zum 1. Mai 1937 in die NSDAP ein (Mitgliedsnummer 5.261.337). Seit 1930 war er Mitglied der katholischen Studentenverbindung AV Guestfalia Tübingen.  Nach dem Studium war er am Universitätsklinikum Heidelberg unter Ernst Engelking tätig. Dort habilitierte er sich 1939 und wurde 1948 zum außerplanmäßigen Professor ernannt. 
Von 1951 bis 1980 war er ordentlicher Professor für Augenheilkunde an der Universität Erlangen-Nürnberg und Direktor der dortigen Augenklinik. 1954 hat er als erster in Deutschland eine künstliche Augenlinse in ein menschliches Auge eingepflanzt.
Schreck war Herausgeber der Fachzeitschrift Graefes Archiv für Ophthalmologie und von 1965 bis 1973 im Vorstand der Deutschen Ophthalmologische Gesellschaft.

## Forschung und Lehre
Die Schwerpunkte seiner wissenschaftlichen Arbeit lagen in der pathologischen Anatomie des Auges,  der Beteiligung des Auges bei Hautkrankheiten und der Entstehung der sympathischen Ophthalmologie. 
Sein wissenschaftliches Werk umfasste mehr als 120 Publikationen sowie das umfassende Werk Differentialdiagnose in der Ophthalmologie.

## Ehrungen
- 1951: Albrecht von Graefe Preis der Deutschen Ophthalmologische Gesellschaft
- 1980: Verdienstkreuz am Bande der Bundesrepublik Deutschland